# Mick van Buren
Mick van Buren (* 24. August 1992 in Ridderkerk) ist ein niederländischer Fußballspieler. Seit 2024 steht der Stürmer bei KS Cracovia unter Vertrag.

## Karriere
Mick van Buren spielte bei SV Slikkerveer, bevor er in die Jugendabteilung von Excelsior Rotterdam wechselte. Dorthin kehrte er nach einem Abstecher bei Feyenoord zurück. Am 5. August 2011 gab van Buren im Alter von 18 Jahren bei der 0:2-Niederlage im Heimspiel gegen Feyenoord sein Profidebüt in der Eredivisie. In seiner ersten Saison kam er im Ligaalltag zu 12 Einsätzen und stieg mit Excelsior aus der Eredivisie ab. In der Zweitklassigkeit stieg Mick van Buren als Mittelstürmer zum Stammspieler auf und erzielte in 28 Punktspielen 13 Tore. Im Sommer 2013 wechselte er nach Dänemark zu Esbjerg fB und war dort zunächst Teil der Stammelf, ehe er im Laufe der Saison des Öfteren als Einwechselspieler zum Einsatz kam. Van Buren spielte in 26 der 33 Saisonpartien und erzielte 7 Tore. Zudem spielte er mit den Dänen in der UEFA Europa League, wo Esbjerg fB das Sechzehntelfinale erreichte und dort gegen den AC Florenz ausschied. Zum Ende der Saison 2013/14 qualifizierte sich der Verein für die Teilnahme an der zweiten Qualifikationsrunde zur UEFA Europa League. Dort setzte sich Esbjerg fB gegen Qairat Almaty durch, schied dann allerdings aufgrund der Auswärtstorregel gegen Ruch Chorzów aus. Während der Saison 2014/15 fiel Mick van Buren zwischenzeitlich wegen eines Leistenbruches auf. Er kam daher zu lediglich 17 Einsätzen (5 Tore). Esbjerg fB belegte zum Ende der Saison den achten Platz und entging somit dem Abstieg. In seinem dritten Jahr in Esbjerg startete van Buren zunächst als Stammspieler auf der Position des Mittelstürmers, war in der Folge ab dem vierten Spieltag allerdings Einwechselspieler, ehe er wieder seinen Platz in der Stammelf. Dabei fiel er zwischenzeitlich wegen eines Blutergusses am Sprunggelenk aus. Genau wie in der vorangegangenen Saison kämpfte Esbjerg fB gegen den Abstieg, konnte jedoch mit dem vorletzten Platz den Gang in die Zweitklassigkeit verhindern. Mick van Buren erzielte im Saisonverlauf 6 Tore.
Im Sommer 2016 wechselte er nach Tschechien zu Slavia Prag, kam in der Saison 2016/17 allerdings in der Liga zu lediglich 10 Einsätzen. In der darauffolgenden Spielzeit kam van Buren dann häufiger zum Einsatz – meist als rechter Außenstürmer eingesetzt –, fiel allerdings wegen eines Mittelfußbruches aus. Als tschechischer Meister der vorangegangenen Saison nahm Slavia Prag an der dritten Qualifikationsrunde zur UEFA Champions League teil und setzte sich dort gegen BATE Baryssau durch, schied allerdings in den Play-offs gegen APOEL Nikosia aus, weshalb die Prager in der Gruppenphase der UEFA Europa League starteten. Slavia Prag und Mick van Buren schieden schließlich nach den Gruppenspielen aus. In seinem dritten Jahr verpasste er wegen eines Beinbruches die komplette Hinrunde, hatte allerdings nach seiner Genesung dann häufiger gespielt – nicht selten als Einwechselspieler – und gewann mit Slavia Prag zum zweiten Mal die tschechische Meisterschaft. In seiner vierten Spielzeit in der tschechischen Hauptstadt war van Buren gleichfalls kein Stammspieler, sondern war mal in der Startelf vorzufinden und mal war er Einwechselspieler. Mit den Pragern qualifizierte er sich für die Gruppenphase der UEFA Champions League und dort kam er zu zwei Einsätzen; trotz zweier Unentschieden gegen Inter Mailand sowie gegen den FC Barcelona schied Slavia Prag nach der Gruppenphase aus.
Mittels eines Leihgeschäfts kehrte Mick van Buren in der Wintertransferperiode der Saison 2019/20 in die Niederlande zurück und schloss sich ADO Den Haag an. Er kam für den Verein aus Den Haag, der Residenzstadt der Niederlande, zu vier Einsätzen. Die Saison 2019/20 wurde in den Niederlanden wegen der COVID-19-Pandemie abgebrochen. Zur Saison 2020/21 wurde van Buren an Dynamo Budweis ausgeliehen, wobei er den Start der Spielzeit wegen einer Muskelverletzung verpasste. Schnell erkämpfte er sich einen Platz in der Stammelf und schoss in acht Spielen ein Tor, ehe der Leihvertrag wieder aufgelöst wurde und er zu Slavia Prag zurückkehrte. Wieder beim Hauptstadtverein angekommen, war Mick van Buren häufiger verletzt, kam allerdings nach seiner Genesung wieder häufig zum Einsatz, wenn gleich nicht immer als Startelfspieler. Slavia Prag gewann zum Saisonende zum dritten Mal die tschechische Meisterschaft. Kurz vor Ende des Sommertransferfensters der Saison 2021/22 wurde er ein zweites Mal an Dynamo Budweis verliehen und auch dieses Mal erkämpfte er sich einen Platz in der Stammelf des Vereins aus Budweis, wobei er immer als rechter Außenstürmer eingesetzt wurde. Im Sommer 2022 folgte eine Leihe zu Slovan Liberec, wo van Buren als Mittelstürmer gesetzt war. Daher wurde in der Wintertransferperiode der Saison 2022/23 der Leihvertrag wieder aufgelöst; nach seiner Rückkehr nach Prag kam er in jedem Spiel zum Einsatz.
Im Sommer 2024 wechselte van Buren zum polnischen Erstligisten KS Cracovia.

## Erfolge
Slavia Prag
- Tschechischer Meister: 2016/17, 2018/19, 2019/20, 2020/21
- Tschechischer Pokalsieger: 2017/18, 2018/19, 2020/21